# E-Informatica Software Engineering Journal
e-Informatica Software Engineering Journal jest angielskojęzycznym czasopismem naukowym o międzynarodowym zasięgu wydawanym przez Politechnikę Wrocławską od 2007 roku. Redaktorzy czasopisma są pracownikami Katedry Inżynierii Oprogramowania, Wydziału Informatyki i Zarządzania PWr.

## Cel i zakres
W czasopiśmie prezentowane są wyniki badań naukowych we wszystkich dziedzinach dotyczących inżynierii oprogramowania. Zakres prezentowanych zagadnień obejmuje metodyki, praktyki, architektury, technologie i narzędzia wykorzystywane w procesie wytwarzania oprogramowania, ze szczególnym naciskiem na ich ocenę empiryczną.

## Rada wydawnicza
- Redaktor naczelny: prof. dr hab. inż. Zbigniew Huzar,
- Redaktor naczelny: dr hab. inż. Lech Madeyski, prof. nadzw. PWr[2],
- Redaktor prowadzący: dr inż. Wojciech Thomas.

### Komitet redakcyjny
- 12 naukowców pracujących w Polsce,
- 26 naukowców spoza Polski (w tym 24 z Europy, 1 z USA, 1 z Australii)[3].

## Integracja z ogólnodostępnymi bazami publikacji
- WebOfScience,
- Scopus,
- Google Scholar,
- IndexCopernicus Journals Master List (ICV 2015:99.36)[4],
- DOAJ[5],
- DBLP[6],
- BazTech[7].

## Punktacja Ministerstwa Nauki i Szkolnictwa Wyższego
- 9.0 za 2015 rok[8],
- 5.0 za 2013 rok[9],
- 4.0 za 2012 rok[10].

## Dostęp do numerów
Wszystkie wydania w wersji elektronicznej są dostępne publicznie (Open Access) na stronie czasopisma lub w repozytorium ePrints Zakładu Inżynierii Oprogramowania PWr.
Egzemplarze drukowane można zamówić w Oficynie Wydawniczej Politechniki Wrocławskiej.